# Église des Dominicains de Strasbourg
Ne doit pas être confondu avec Ancienne église des Dominicains de Strasbourg.
Pour les articles homonymes, voir Église des Dominicains.
Le couvent des Dominicains de Strasbourg est situé boulevard de la Victoire, dans la collectivité européenne d'Alsace.
La présence des Dominicains à Strasbourg remonte à 1224. Leur ancien couvent, détruit en 1870, se situait à l'emplacement de l'actuelle église du Temple-Neuf.
À la suite de la Réforme protestante, la présence dominicaine fut interrompue à Strasbourg jusqu'en 1924. À cette date, les Dominicains s'installèrent dans le quartier de la Neustadt, à côté du jardin botanique.
L'église conventuelle est l'œuvre de l'architecte Robert Rigal. Elle est réalisée entre 1929 et 1931 en style néo-roman selon un procédé spécial qui utilisait du béton creux.
L'architecte s'inspira des églises romanes alsaciennes du XIIe siècle comme Rosheim et Siegolsheim.
Initialement dotée d'un chœur perpendiculaire pour les frères et d'une sacristie, le chœur fut détruit par un bombardement en 1944.
L'église possède un beau tabernacle baroque en bois doré provenant d'un couvent Dominicains de Dijon ainsi qu'une statue de la Sainte Trinité datant du XVe siècle.
En 2022, l'église est entièrement nettoyée et équipée d'un nouvel éclairage.
En juin 2023, un nouvel autel en grès rose est consacré. Il possède des reliques de Sainte Odile, Sainte Bernadette, La Bienheureuse Marie Eppinger, Sainte Thérèse.
L'église était à l'origine dotée d'un orgue dû au facteur Strasbourgeois Georges Schwenkedel en 1934. De traction électro-pneumatique, l'orgue comportait un clavier de " Fernwerk" dans le chœur des frères pour accompagner la liturgie.
Un nouvel orgue construit par Yves Koenig est inauguré le 9 décembre 2023 par Olivier Penin. D'esthétique d'Allemagne du centre, s'inspirant largement des orgues qu'à connu Jean-Sebastien Bach, le nouvel orgue comporte 2 claviers et 17 jeux.

## Historique
Après avoir été chassé de leur couvent en 1531 pendant la réforme protestante, les dominicains reviennent à Strasbourg en 1927 dans une nouvelle église néoromane. Réalisée avec de briques en béton creuses, elle a été dessinée par l'architecte Robert Rigal.
Pendant la seconde guerre mondiale, une partie de l'immeuble et de l'église est détruite. Des travaux de rénovation et d'agrandissement de l'immeuble jusqu'à l'église débuteront en 1947, sur des plans de Fernand Guri. La structure générale actuelle date de cette époque.

## Architecture de l'église[4]

### Plan
L'édifice est orienté à l'ouest et construit selon un plan allongé.
La chapelle est composée d'un vaisseau central et de deux collatéraux se terminant par un chevet semi-circulaire.

### Élévation extérieure
La façade principale est percée d'un porte à deux ventaux encadrés par un portail à voussures couronnée d'un gâble et surmonté de trois baies en plein cintre. Les collatéraux sont percés d'une baie en plein cintre.
Les murs latéraux sont percés de baies et épaulés de contreforts.
L'édifice est couvert par une toiture à deux pans avec une croix en pierre placée au faîte de la toiture.

### Élévation intérieure
L'édifice s'élève sur deux niveaux dont le premier possède des arcades en plein cintre et le second des murs percés de baies cintrées accueillant les retombées des voûtes couvertes en berceau.

## Décoration intérieure
- Tableau de la Vierge du Rosaire avec Saint-Dominique et Sainte-Catherine de Sienne, inscrit depuis 1998 au classement des monuments historiques[5].
- Statue de la Trinité, dite Trône de Grâce, datant du XVe siècle. Elle a été restaurée en 2009 avec le soutien de la fondation du patrimoine[6].
- Tableau de la Vierge du Rosaire (début XIXe siècle) avec Saint Dominique
- Statue de la Vierge Marie (début XXe siècle) ornant autrefois le chœur des frères situé à la place de l'actuelle sacristie.
- Autel en grès (2023)
- Orgue Yves Koenig (2023) d'esthétique allemande, s'inspirant de la facture d'orgues qu'a connu Jean-Sébastien Bach. Le buffet en chêne est à fleur de tribune avec des sculptures en tilleul

## Vie religieuse

### Communauté
Le culte catholique romain est célébré par des religieux dominicains depuis 1931. Le couvent compte aujourd'hui une quinzaine de frères, et accueille le noviciat de la province dominicaine de France.

### Evènements et animations
Le couvent porte diverses activités culturelles par son association le Centre Emmanuel Mounier. Ce centre propose des évènements animés par les frères dominicains, mais également par des intervenants extérieurs. Au programme : débats de sociétés, spiritualité, arts et histoire, ou encore formation biblique,.
Depuis l'inauguration du nouvel orgue, le 9 décembre 2023, des concerts d'orgue sont régulièrement organisés 

## Galerie

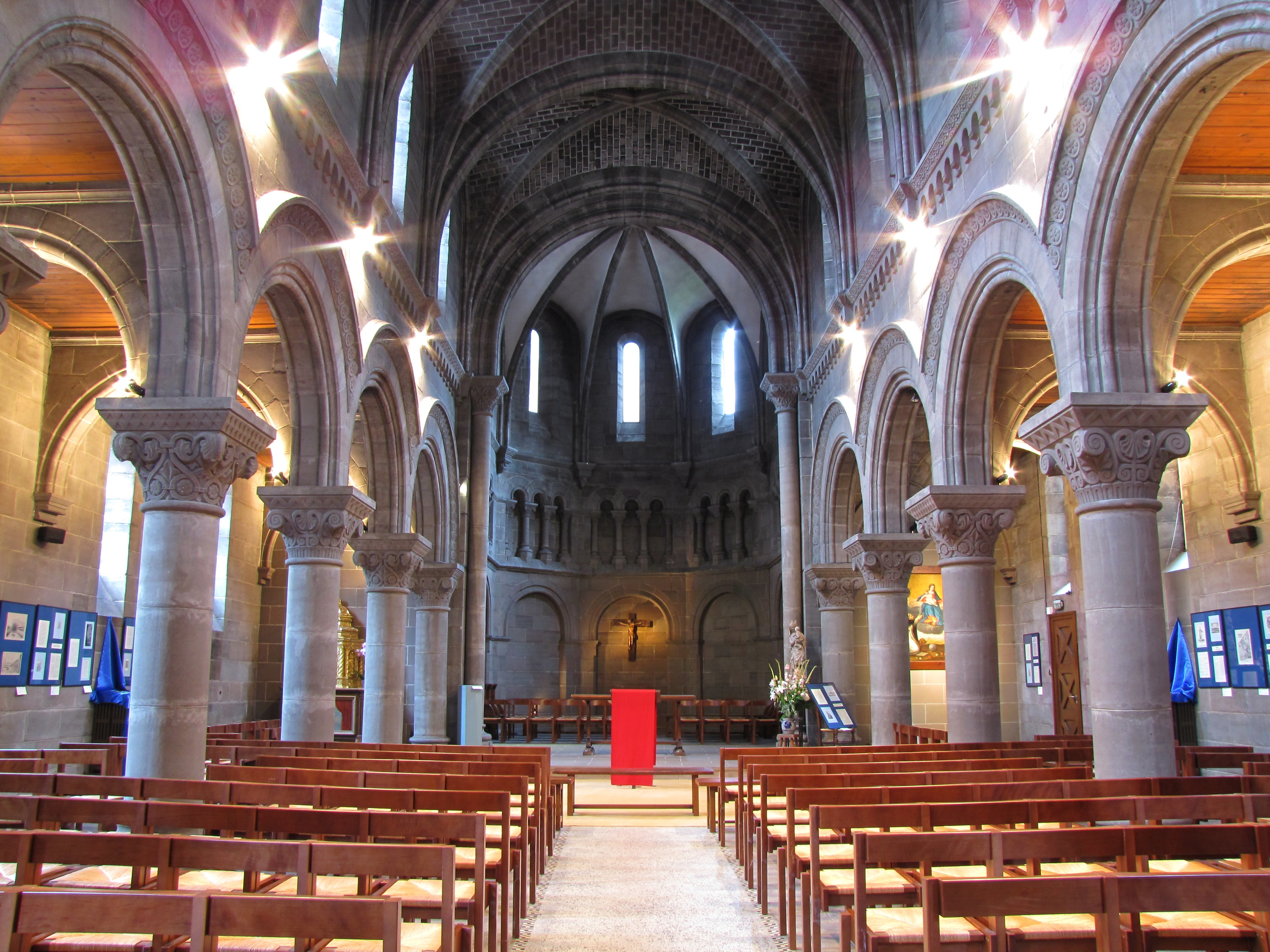
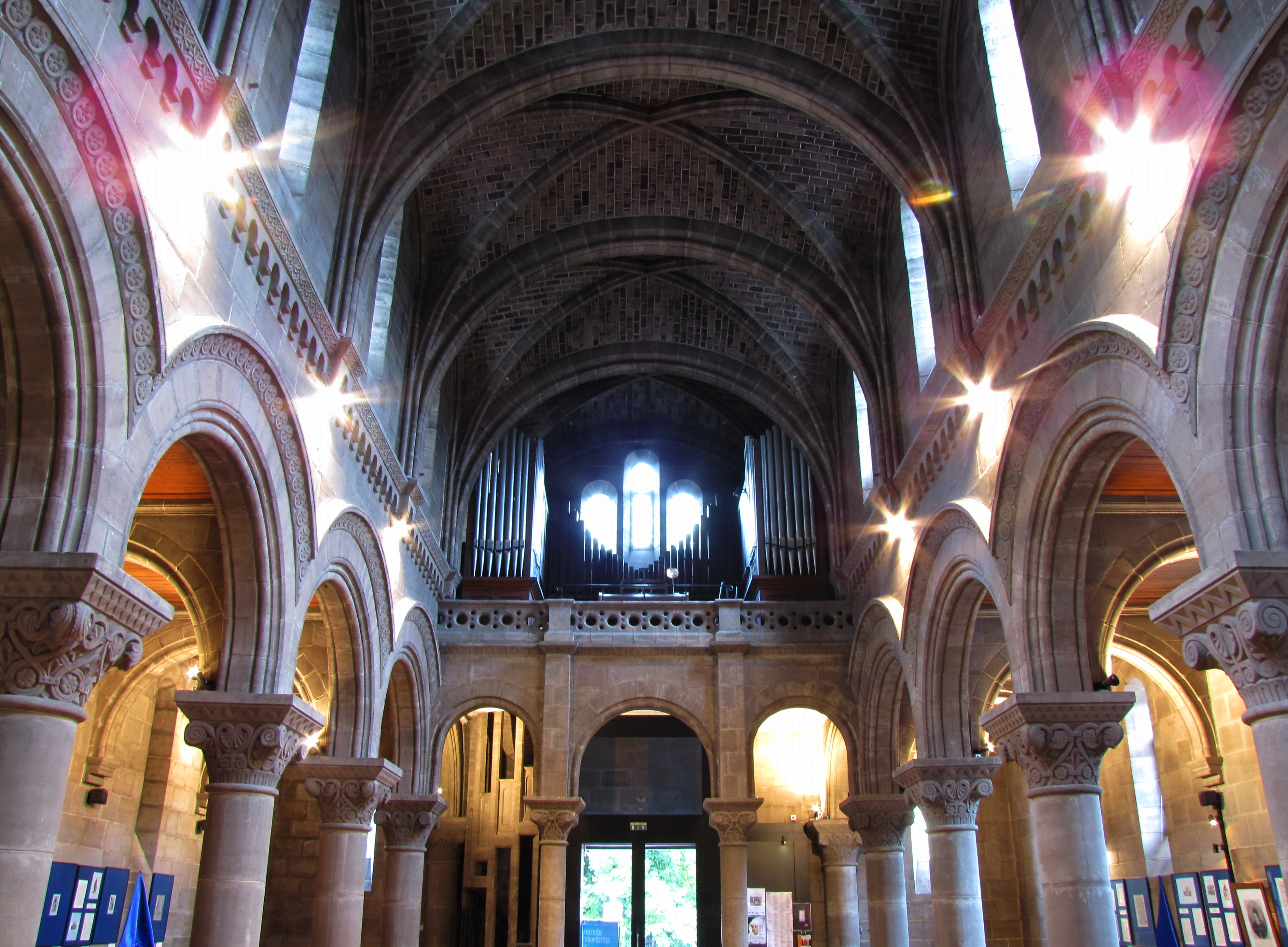
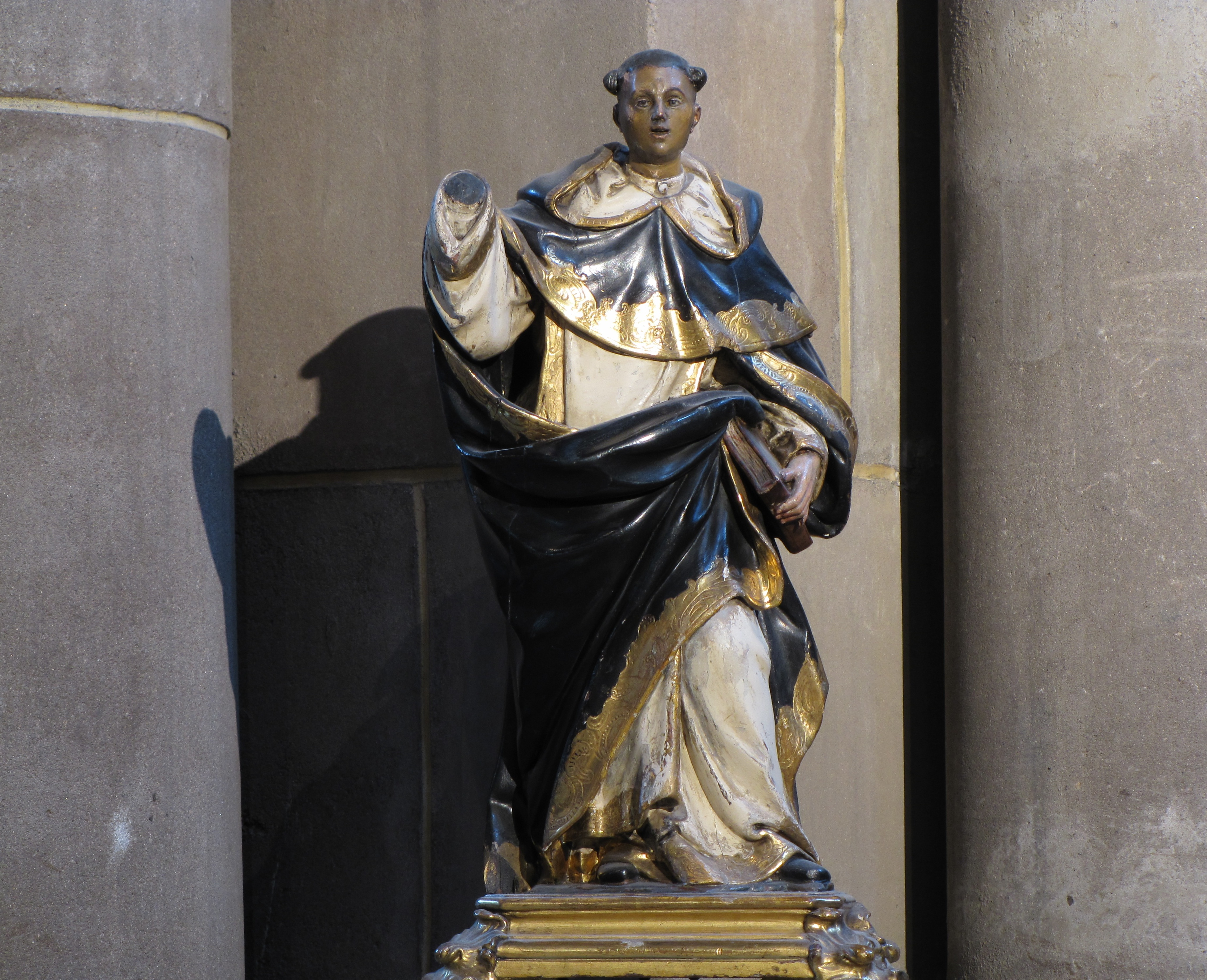
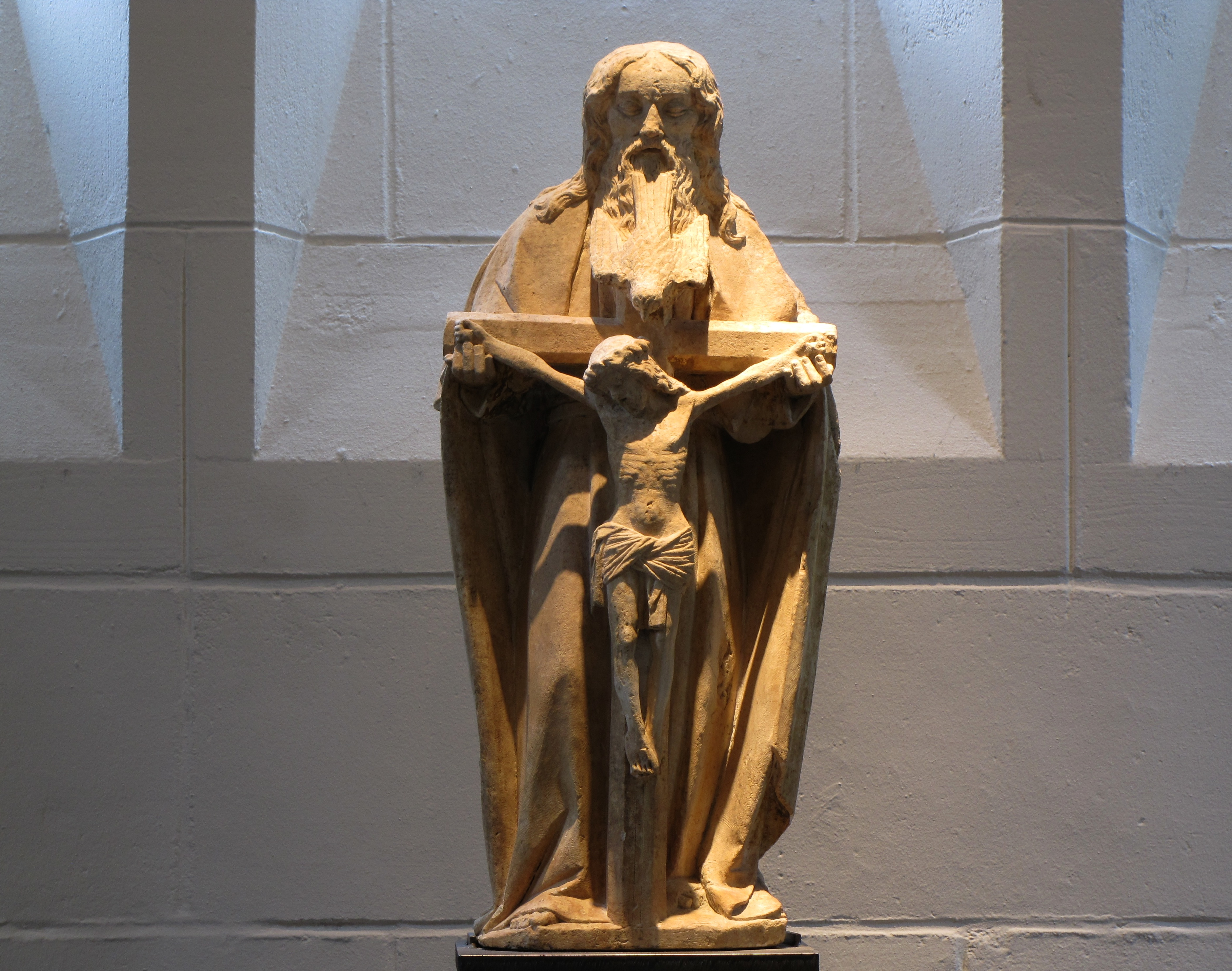
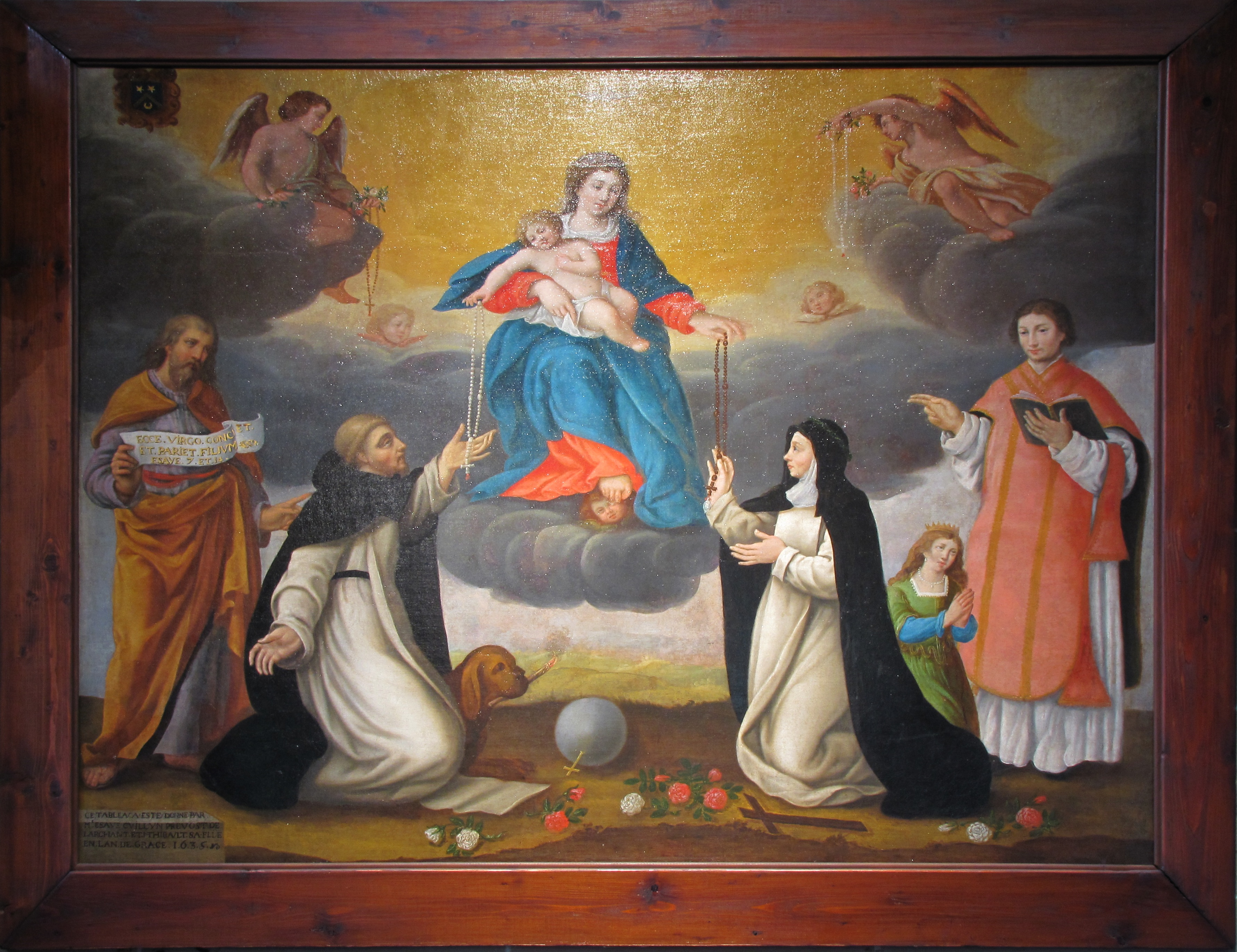